# Liste der Wappen im Landkreis Main-Spessart
Die Liste der Wappen im Landkreis Main-Spessart zeigt die Wappen der Gemeinden im bayerischen Landkreis Main-Spessart.

## Landkreis Main-Spessart

Landkreis Main-Spessart In Rot ein schmaler silberner Wellenpfahl; vorne über einem sechsspeichigen silbernen Rad ein goldenes Eichenblatt mit zwei goldenen Eicheln; hinten über drei silbernen Spitzen eine goldene Weintraube.
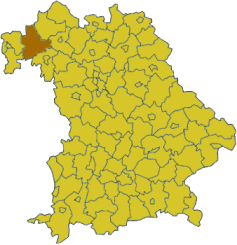
Lage des Landkreises Main-Spessart in Bayern
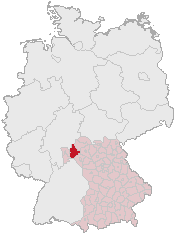
Lage des Landkreises Main-Spessart in Deutschland
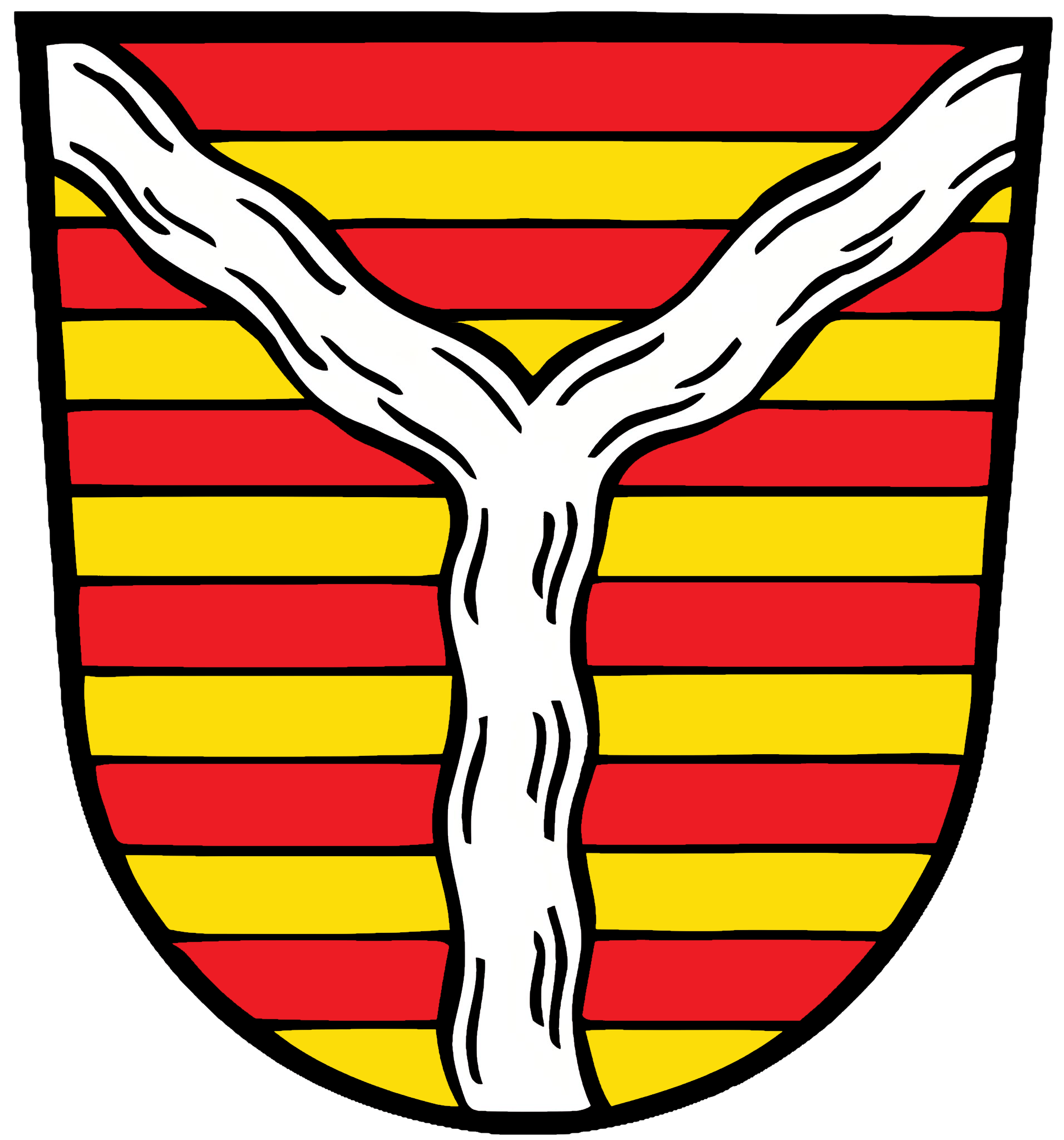
Landkreis Gemünden a.Main (–1972) Elfmal geteilt von Rot und Gold, belegt mit einer aus Wellenbalken gebildeten silbernen Deichsel.
Landkreis Karlstadt (–1972) Geteilt und unten gespalten; oben in Rot drei silberne Spitzen; unten vorne in Silber ein mit drei eingebogenen goldenen Pfählen belegter roter Balken, hinten in Silber zwei rote Pfähle.
Landkreis Lohr a.Main (–1972) Gespalten durch einen silbernen Wellenpfahl; vorne geteilt, oben in Rot ein sechsspeichiges silbernes Rad, unten dreimal geteilt von Gold und Rot; hinten in Grün ein aufrechtes goldenes Eichenblatt mit zwei goldenen Eicheln.[1]
Landkreis Marktheidenfeld (–1972) Gespalten und hinten geteilt; vorne in Silber ein durchgehendes schwarzes Tatzenkreuz, hinten in Rot drei silberne Spitzen, unten in Blau drei, zwei zu eins gestellte silberne heraldische Rosen mit goldenen Butzen.

## Wappen der Städte, Märkte und Gemeinden

Stadt Arnstein In Silber auf grünem Dreiberg ein flugbereiter, widersehender, golden bewehrter schwarzer Adler.
Gemeinde Aura i.Sinngrund Geviert; 1: in Rot drei gesenkte silberne Spitzen; 2: siebenfach geteilt von Gold und Rot; 3: in Rot zwei goldene Schrägbalken; 4: in Silber ein goldener, mit drei gewellten roten Pfählen belegter Balken.
Gemeinde Birkenfeld In Rot auf golden gezäumtem, silbernen Ross der silbern gerüstete Heilige Georg, der eine goldene Lanze dem golden bewehrten silbernen Lindwurm in den Kopf stößt; im rechten Obereck schwebend ein goldenes Birkenblatt.
Gemeinde Bischbrunn Gespalten von Silber und Rot; vorne ein aufrechter grüner Eichenzweig mit goldenen Eicheln, hinten ein silberner Ziehbrunnen mit goldener Kette und goldenem Eimer.[2]
Markt Burgsinn In Gold ein rotes Widderhorn
Gemeinde Erlenbach b.Marktheidenfeld In Rot ein mit einer blauen Traube an goldenem Rebstück belegtes silbernes Herz; ihm unterlegt zwei schräg gekreuzte goldene Pfeile, beseitet von zwei sechsstrahligen silbernen Sternen.
Gemeinde Esselbach In Grün ein breiter silberner Schräglinksbalken, dem ein schräglinks gestelltes blaues Posthorn aufgelegt ist.
Gemeinde Eußenheim In Rot eine gestürzte eingeschweifte goldene Spitze, darin drei zwei zu eins gestellte rote heraldische Rosen mit goldenen Butzen und silbernen Kelchblättern; vorne ein verdoppelter silberner Rautenschrägbalken, hinten ein schräg links gestellter silberner Eschenzweig.
Gemeinde Fellen Fünfmal geteilt von Rot und Gold; darauf über zwei aus einem grünen Dreiberg wachsenden silbernen Eichenblättern mit Früchten eine silberne Laubkrone.
Markt Frammersbach Gespalten von Silber und Rot; vorne ein stehender grüner Fuhrmann in altertümlicher Gewandung, ein Barett auf dem Haupt und eine Peitsche in der Rechten; hinten über drei goldenen Balken ein sechsspeichiges silbernes Rad.
Stadt Gemünden a.Main In Blau über einer rot gedeckten silbernen Zinnenmauer mit seitlichen Türmen, offenem Tor und goldenen Torflügeln ein silberner Turm mit zwei Erkertürmchen, alle mit roten Spitzdächern.
Gemeinde Gössenheim Über blauem Schildfuß geteilt von Silber und Rot; oben nebeneinander drei rote Rauten, unten drei aufsteigende silberne Spitzen.
Gemeinde Gräfendorf Geteilt; oben in Blau ein mit drei blauen Ringen belegter silberner Schrägbalken, unten geteilt von Rot und Gold, belegt mit einem Mühlrad in verwechselten Farben.
Gemeinde Hafenlohr In Rot ein goldener Henkeltopf über einem durchgehenden silbernen Wellenbalken.
Gemeinde Hasloch In Blau drei mit den Ohren zusammenhängende, im Dreieck angeordnete goldene Hasen; oben und unten je eine silberne Rose mit goldenen Butzen.
Gemeinde Himmelstadt In Silber ein blauer Wellenbalken; darüber ein dreiteiliger, roter Rosenzweig, darunter das rote Monogramm HP.
Markt Karbach In Blau ein silberner Wellenbalken; oben eine goldene Gabelweihe, unten ein mit einem goldenen Kreuzchen besteckter, goldener, unzialer Großbuchstabe N.
Stadt Karlstadt Geviert von Blau und Silber, in 2 und 3: eine rote heraldische Lilie.
Gemeinde Karsbach In Grün über einem gesenkten silbernen Wellenbalken schwebend eine mit roten Steinen besetzte, goldene Kaiserkrone, die oben von zwei silbernen Flachsblüten begleitet ist.
Markt Kreuzwertheim Geteilt von Silber und Blau; oben ein wachsendes schwarzes Marktkreuz; unten drei zwei zu eins gestellte silberne heraldische Rosen mit goldenen Butzen.
Stadt Lohr a.Main Neunmal geteilt von Rot und Gold, überdeckt mit einem blauen Schrägwellenbalken.
Stadt Marktheidenfeld In Silber über blauen Wellen eine gemauerte rote Brücke mit vier Bogen, überhöht von einem fünfstrahligen blauen Stern.
Gemeinde Mittelsinn Geteilt und oben gespalten von Rot und Gold, vorne drei gesenkte silberne Spitzen, hinten schräg gekreuzt zwei rote Amtsstäbe; unten in Grün ein goldenes Mühlrad, überdeckt von einem silbernen Wellenpfahl.
Gemeinde Neuendorf Im Zinnenschnitt geteilt von Rot und Gold, oben zwei schräg gekreuzte silberne Pfeile, unten ein blaues Schälmesser.
Gemeinde Neuhütten In Rot über einem sechsspeichigen silbernen Rad nebeneinander drei silberne Kristalle.
Gemeinde Neustadt a.Main Gespalten von Silber und Rot; vorne ein von einem schwarzen Kreuzchen überhöhter schwarzer unzialer Großbuchstabe N, hinten ein gestürztes Flammenschwert mit goldenem Griff.
Markt Obersinn Durch einen silbernen Wellenpfahl gespalten von Rot und Grün, vorne über drei silbernen Spitzen eine silberne Muschel, hinten über einem silbernen Buchenblatt ein silbernes Markungszeichen, das aus dem Großbuchstaben H und der Zahl 4 zusammengesetzt ist.
Gemeinde Partenstein In Rot über goldenen Mauersteinen in vier Reihen zwei schräg gekreuzte silberne Hellebarden.[3]
Gemeinde Rechtenbach In Rot schräg gekreuzt ein silbernes Schwellenhauerbeil und ein silbernes Glasblasrohr mit silbernem Glas, darüber eine goldene, unten gestümmelte heraldische Lilie, unten ein senkrechtes goldenes Eichenblatt.
Gemeinde Retzstadt Über silbernem Schildfuß, darin ein rotes Andreaskreuz, in Blau eine silberne Weinkelter.
Stadt Rieneck Geviert mit sechsspeichigem silbernen Rad in der Schildmitte; 1 und 4: fünfmal sparrenförmig geteilt von Gold und Rot, 2 und 3: neunmal geteilt von Gold und Rot.
Gemeinde Roden Gespalten von Grün und Gold; vorne ein bewurzelter silberner Baum, hinten ein von einem schwarzen Kreuzchen überhöhter schwarzer unzialer Großbuchstabe N.
Stadt Rothenfels In Gold über silbernen Wellen drei rote Felsen, der mittlere überhöht von dem roten Großbuchstaben R.
Gemeinde Schollbrunn In Grün ein durchgehendes erhöhtes goldenes Kreuz, in dessen beiden oberen Winkeln je eine silberne heraldische Rose mit goldenem Butzen schwebt; der untere Teil des Kreuzstammes belegt mit einem aufrecht stehenden silbernen Eichenblatt.
Gemeinde Steinfeld In Grün aus einem silbernen Schild, darin der mit einem schwarzen Kreuzchen überhöhte unziale Großbuchstabe N, wachsend der silbern nimbierte heilige Sebastian, der in der Rechten zwei gestürzte schräg gekreuzte silberne Pfeile hält, beseitet oben rechts von einem roten Schild mit drei gesenkten silbernen Spitzen, oben links von einem goldenen Schild mit roten Schrägbalken.
Markt Thüngen Durch eine erhöhte Scharte geteilt von Silber und Rot; oben ein goldener, mit drei gewellten roten Pfählen belegter Balken; unten zwischen zwei aufrechten goldenen Ähren ein silbernes Zahnrad.
Markt Triefenstein Durch einen silbernen Wellenbalken geteilt von Blau und Rot; oben eine goldene Otterngabel, beseitet von je einer silbernen heraldischen Rose mit goldenen Butzen und Kelchblättern, unten schräg gekreuzt ein goldener und ein silberner Schlüssel.
Gemeinde Urspringen Gespalten durch einen schmalen silbernen Wellenpfahl; vorne in Rot ein silbernes Widderhorn, hinten geviert von Rot und Silber.
Gemeinde Wiesthal Neunmal geteilt von Rot und Gold; belegt mit einem silbernen Andreaskreuz, dem zwei gekreuzte rote Glaspfeifen aufgelegt sind.
Markt Zellingen Geteilt; oben in Silber ein roter Großbuchstabe Z; unten gespalten von Rot und Blau, vorne drei gesenkte silberne Spitzen, hinten ein silberner Schrägbalken, der mit drei blauen Ringen belegt ist.

## Ehemalige Gemeinden mit eigenem Wappen

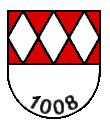
Gemeinde Adelsberg
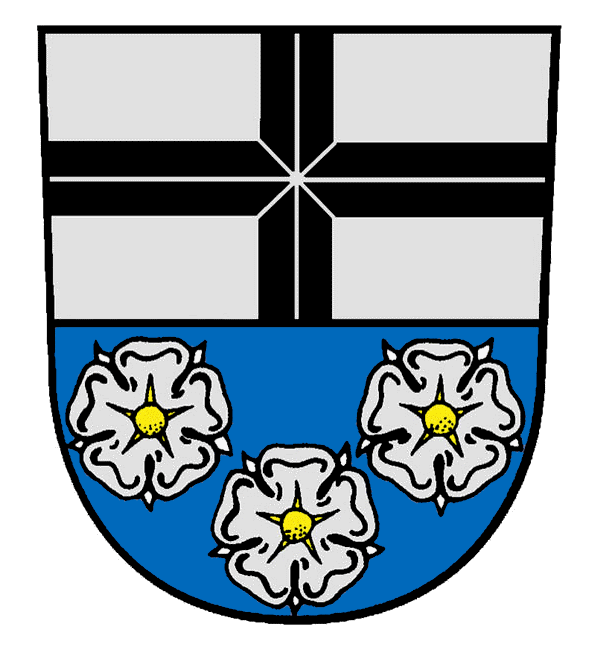
Gemeinde Altfeld
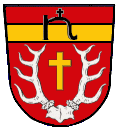
Gemeinde Ansbach
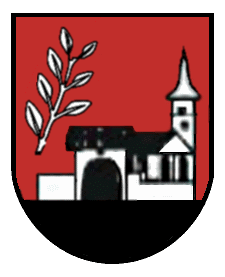
Gemeinde Aschfeld
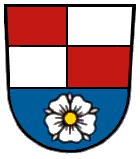
Gemeinde Billingshausen
Gemeinde Bühler
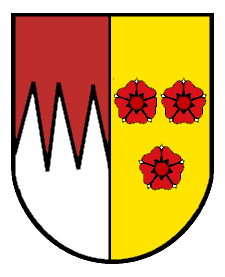
Gemeinde Eußenheim Wappen vor 1978
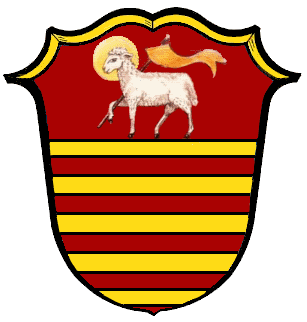
Gemeinde Gambach
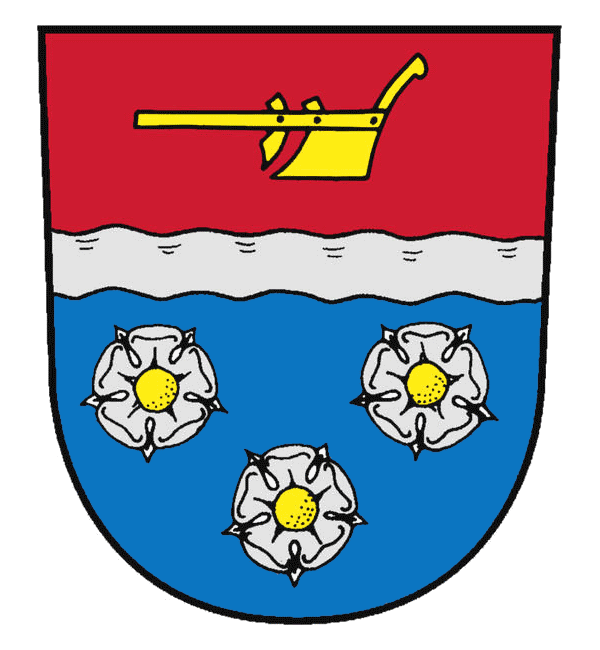
Gemeinde Glasofen
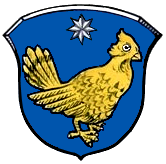
Gemeinde Hasselberg
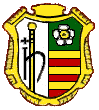
Gemeinde Halsbach
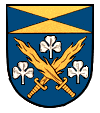
Gemeinde Hesslar
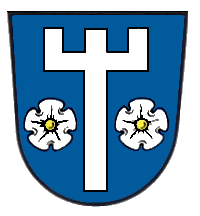
Gemeinde Homburg a.Main
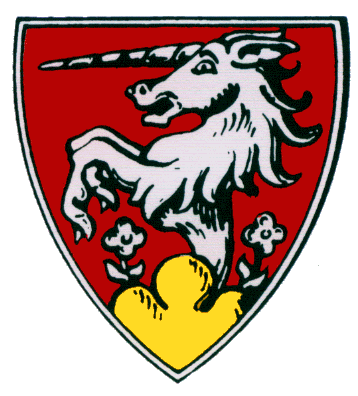
Gemeinde Karlburg
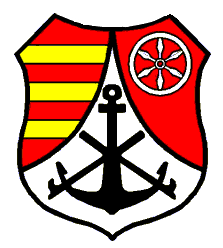
Gemeinde Langenprozelten
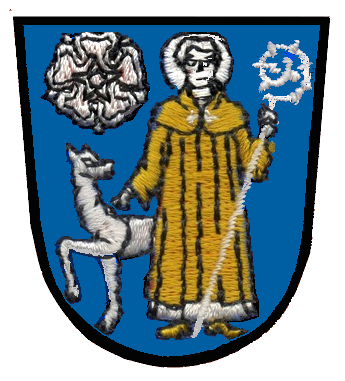
Gemeinde Laudenbach
Gemeinde Lengfurt
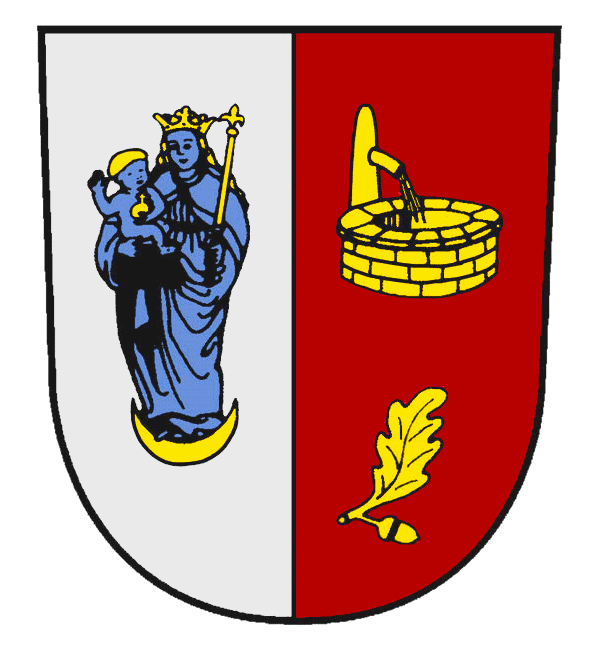
Gemeinde Marienbrunn
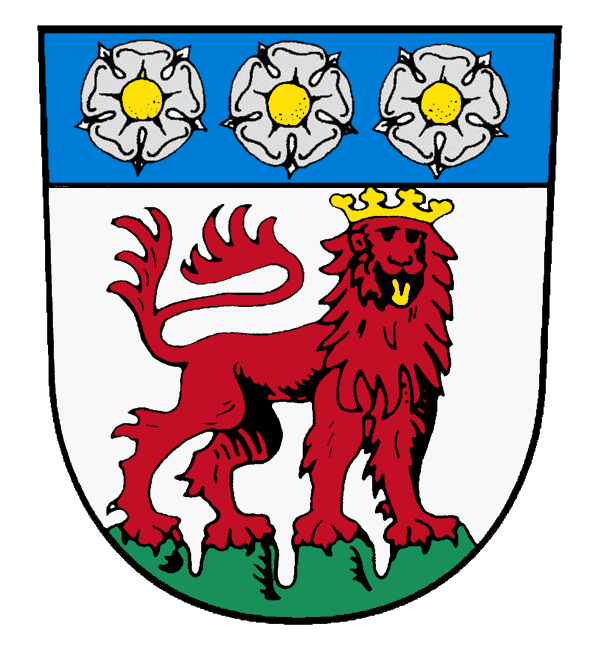
Gemeinde Michelrieth
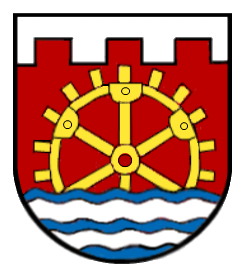
Gemeinde Mühlbach
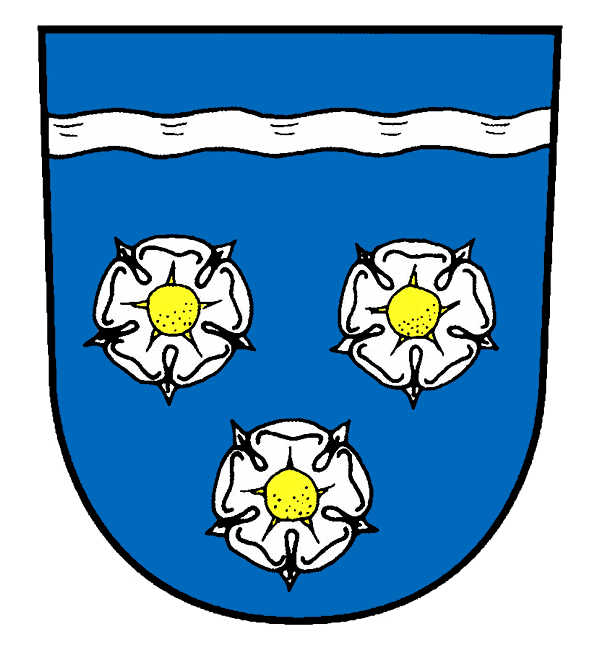
Gemeinde Oberwittbach
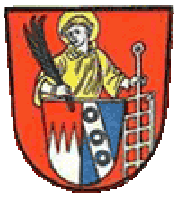
Gemeinde Retzbach
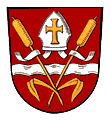
Gemeinde Rohrbach
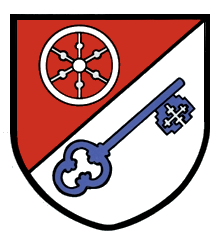
Gemeinde Röttbach Schräglinks geteilt von Rot und Silber; oben ein sechsspeichiges silbernes Rad, unten ein schränglinker blauer Schlüssel.
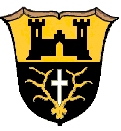
Gemeinde Sachsenheim
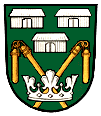
Gemeinde Stadelhofen
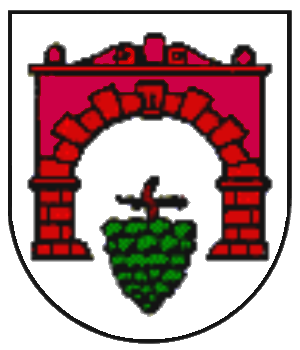
Gemeinde Stetten
Gemeinde Trennfeld
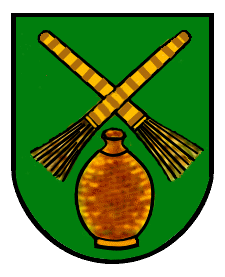
Gemeinde Wernfeld
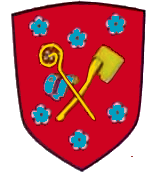
Gemeinde Wiebelbach
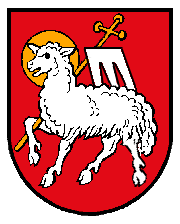
Gemeinde Wiesenfeld
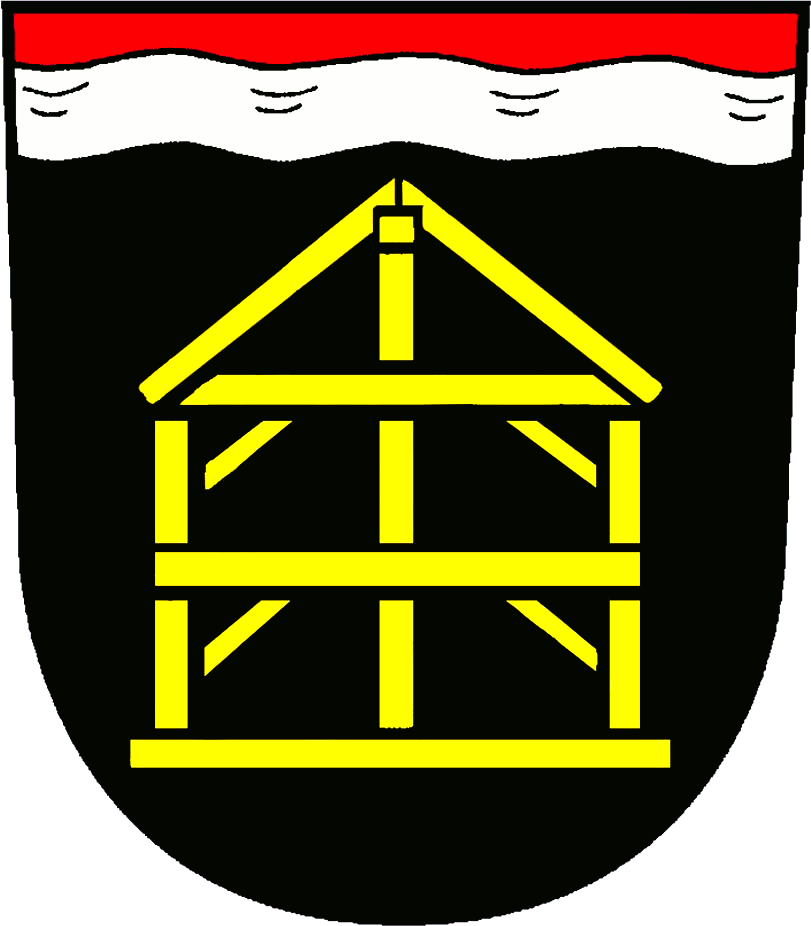
Gemeinde Zimmern
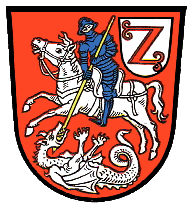
Gemeinde Zellingen